# Bloody Mallory
Bloody Mallory è un film del 2002 diretto da Julien Magnat.